# البغاتيلة

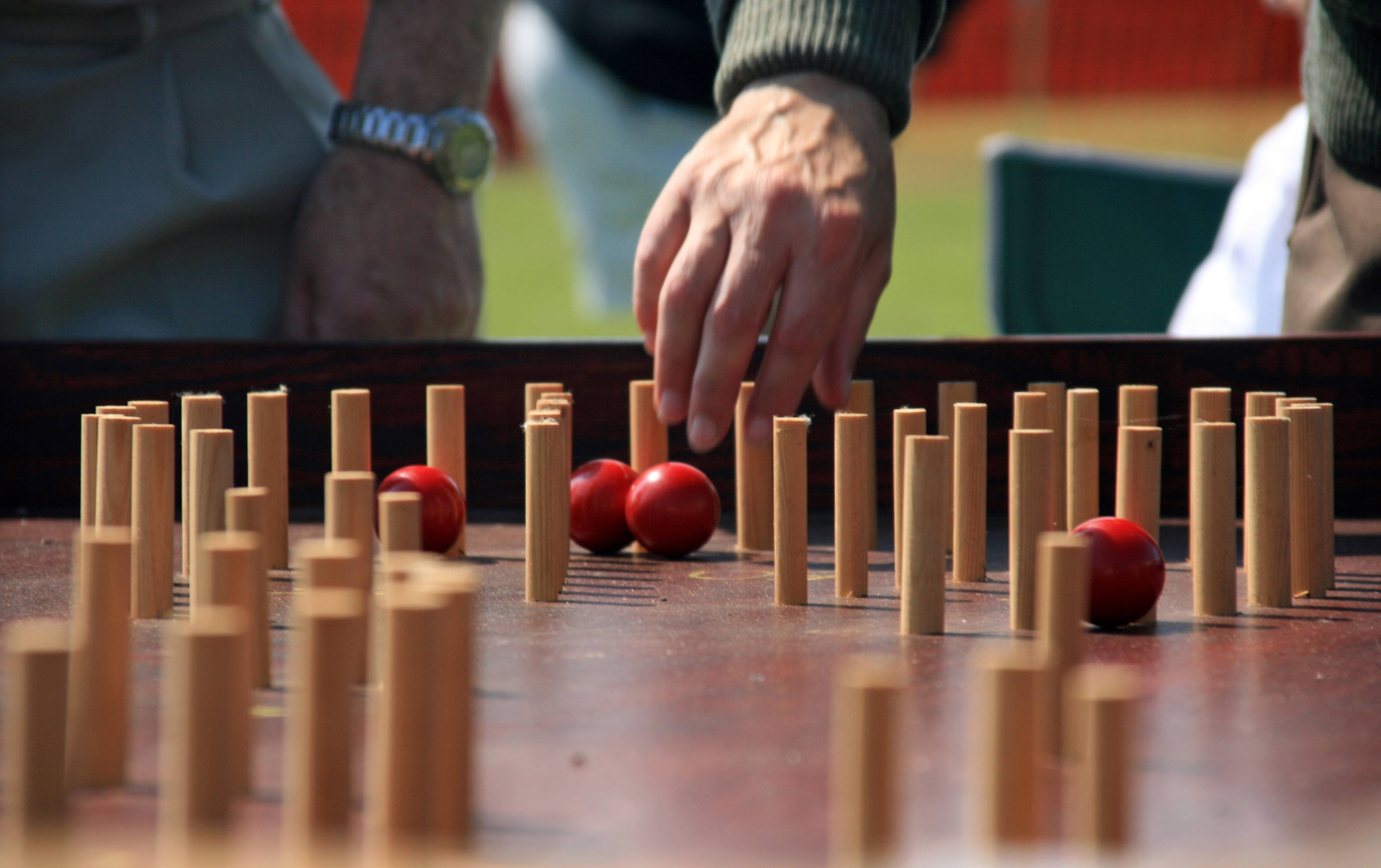
لعبة البغاتيلة أثناء ممارستها.

البغاتيلة (بالإنجليزية: Bagatelle مشتقة من Château de Bagatelle) هي لعبة داخلية مشتقة من لعبة البلياردو، هدفها هو الحصول على عدد من الكرات (عددها 9 كرات كما تم تحديدها في القرن التاسع عشر) من خلال تجاوز دبابيس خشبية (التي تمثل عقبات) وإدخال هذه الكرات في الفتحات. وربما تكون قد تطورت من الطاولة ذات الشرائح المرفوعة الخاصة بلعبة تروا مادام (trou madame)، التي كانت تُمارس أيضًا باستخدام كرات من العاج وبقيت شائعة حتى أواخر القرن التاسع عشر. وأدى أحد أشكال البغاتيلة الذي يستخدم دبابيس معدنية مثبتة، البلياردو الياباني، في نهاية المطاف إلى تطور البينبول والباتشينكو. وترتبط البغاتيلة حرفيًا بصورة مصغرة من الجولف.

## معلومات تاريخية
تعود الألعاب التي تُمارس باستخدام الطاولة التي تنطوي على العصى وكرات إلى القرن الخامس عشر على الأقل، وتطورت بعد الجهود التي رمت إلى جلب الألعاب التي تمارس في الهواء الطلق مثل البلياردو الأرضي والكروكيه ولوح الخلط والبولينغ، لكي تمارس داخل المباني خلال الطقس العاصف. وفي حين أن بعض الألعاب حولت شبابيك الوكيت والمطارق المستخدمة في لعبة الكروكيه والبلياردو الأرضي إلى الجيوب وعصا البلياردو الحديث، أصبحت بعض الطاولات أصغر حجمًا وباتت لديها فتحات موضوعة في أجزاء إستراتيجية في أسفل الطاولة.

### فرنسا
في فرنسا، خلال فترة حكم لويس الرابع عشر الطويلة الممتدة من عام 1643 إلى 1715، تم تضييق طاولات البلياردو مع وضع دبابيس خشبية أو قناني في أحد طرفي الطاولة، ويقوم اللاعبون بقذف الكرات باستخدام عصا من الطرف الآخر، في لعبة مستوحاة إلى حد كبير من البولينغ والبلياردو على حد سواء. واستغرقت الدبابيس وقتًا طويلاً لإعادة تثبيتها مرة أخرى عند وقوعها بفعل اصطدام الكرات بها، لذا تم في نهاية المطاف تثبيتها بالطاولة وباتت الثقوب الموجودة أسفل الطاولة هي الأهداف. ويمكن للاعبين ضرب الكرات في الدبابيس لترتد لإدخالها في الثقوب الأكثر صعوبة. وتم تطوير عدد كبير من الأشكال المختلفة التي تقوم على هذه الفكرة.
في عام 1777 أقيم حفل على شرف لويس السادس عشر والملكة في قصر البغاتيلة (Château de Bagatelle)، الذي تم إنشاؤه بتكاليف باهظة من قِبل شقيق الملك، كونت أرتواز. وتعني البغاتيلة المشتقة من الإيطالية bagattella، ’الشيء المستخدم في الزخرفة‘. وكان أبرز ما جاء في هذا الحفل هو لعبة طاولة جديدة تتميز بطاولة نحيفة وعصا بلياردو، يستخدمها اللاعبون لقذف الكرات العاجية لتصل ملعبًا منحدرًا. وتم إطلاق اسم بغاتيلة على اللعبة من قِبل الكونت وبعد فترة وجيزة اجتاحت اللعبة فرنسا.

### إنجلترا وأمريكا
ظهرت «البغاتيلة» بهذا المعنى لأول مرة في إنجلترا في عام 1819 (قاموس أوكسفورد الإنجليزي)، وسرعان ما تم توحيد أبعادها لتكون 7 أقدام × 21 بوصة. بعض الجنود الفرنسيين حملوا معهم طاولات البغاتيلة المفضلة لديهم إلى أمريكا أثناء سفرهم للمساعدة في محاربة البريطانيين في حرب الثورة الأمريكية. وانتشرت البغاتيلة وأصبحت ذات شعبية في أمريكا أيضًا لدرجة أن أحد الرسوم الكرتونية السياسية التي تعود لعام 1863 تصور الرئيس الأمريكي أبرهام لنكولن (Abraham Lincoln) وهو يلعب أحد أشكال البغاتيلة ذات الطاولة الصغيرة.

## بلينكو
تحمل اللعبة التي يذيعها العرض التلفزيوني Price Is Right والتي تُسمى "بلينكو"، على الرغم من أن اسمها قد يشير إلى أنها كانت تقوم على باتشينكو، شبهًا للعبة البغاتيلة.

## وصلات خارجية
- Video of Bagatelle game being played على يوتيوب